# Pillar (Lake District)
Pillar ist einer der 214 Wainwright genannten Berge (Fell) im nordenglischen Nationalpark Lake District und wird den Western Fells zugeordnet.
Der Name geht zurück auf englisch Pillar Rock ‚Pfeilerfels‘, eine markante Felsformation an der Nordseite, die zu den Geburtsstätten der Felskletterei im Lake District gezählt wird.
Pillar ist der höchste Berg der Pillargruppe, die das Ennerdale im Norden vom Wasdale im Süden trennt.

## Aufstieg
Normalerweise wird der Pillar von der Siedlung Wasdale Head aus bestiegen, die per Straße leicht zu erreichen ist. Die einfachste Route führt auf einem Saumweg auf den Black Sail Pass und von dort über den leicht ansteigenden Ostgrat.
Landschaftlich interessanter und anspruchsvoller ist die „High Level Route“, ein schmaler Pfad, der durch die nördlichen Klippen zum Gipfel führt und die besten Ausblicke auf den Pillar Rock bietet.
Wer den Pillar vom Wasdale aus ersteigt, kombiniert ihn oft zusammen mit Scoat Fell, Red Pike und Yewbarrow zum „Mosedale Horseshoe“, einer Rundwanderung über die Berge eines Seitentales des Wasdale.
Eine Route aus dem Ennerdale beginnt an der Jugendherberge Black Sail, der kleinsten und abgelegensten Jugendherberge Englands in einer ehemaligen Schäferhütte. Der Aufstieg führt dann ebenfalls über den Black Sail Pass zum Gipfel.

## Pillar Rock
Pillar Rock ist ein großer Felsvorsprung auf der Nordseite, der vom Ennerdale aus gesehen wie eine schlanke Säule erscheint. Dieser Umstand führte zu seinem Namen.
Im frühen 19. Jahrhundert wurde Pillar Rock durch eine Passage in dem Gedicht The Brothers von William Wordsworth bekannt:
You see yon precipice—it almost looks

Like some vast building made of many crags,

And in the midst is one particular rock

That rises like a column from the vale,

Whence by our Shepherds it is called, the Pillar.
Durch seine eigenständige Höhe von mehr als 15 Metern findet Pillar Rock auch Erwähnung in der Liste der Nuttalls und ist außerdem der einzige Punkt dieser Liste, der nicht ohne Klettern erreicht werden kann.
Die erste Besteigung des Pillar Rock wurde im Jahr 1826 durch John Atkinson durchgeführt und ist die erste Felskletterei, die im Lake District dokumentiert ist, wenn man den unfreiwilligen Abstieg Samuel Taylor Coleridges vom Sca Fell im Jahre 1802 nicht zählt.